# PHQ-15

Der Fragebogen PHQ-15

Der PHQ-15 ist ein Modul des Gesundheitfragebogens für Patienten (PHQ-D) und wird dazu eingesetzt, den Schweregrad somatischer Symptome zu erfassen. Der Skalensummenwert „somatische Symptome“ umfasst 15 somatische Symptome, welche sowohl den 15 häufigsten körperlichen Beschwerden ambulanter Patienten als auch den wichtigsten DSM-IV-Kriterien für die Somatisierungsstörung entsprechen. Da es sich bei der Diagnostik der somatoformen Störung nicht als relevant erwiesen hat, ob für das somatische Symptom eine organische Ursache vorliegt oder nicht, wird das Kriterium der organischen Erklärbarkeit der Körpersymptome bei der Diagnostik der somatoformen Störungen in DSM-5 verlassen. Entsprechend kann der Punktwert des PHQ-15, der keine organische Erklärbarkeit der Körpersymptome voraussetzt, auch zur Messung des Schweregrades der somatischen Symptome als auch zur Messung des Schweregrades der Somatisierung verwendet werden.
Der PHQ-15 wird von der DSM-5 Arbeitsgruppe der American Psychiatric Association derzeit als ein mögliches Instrument zur Messung des Schweregrades der „Complex Somatic Symptom Disorder (CSSD)“ nach den neuen DSM-5 Kriterien empfohlen.

## Aufbau des PHQ-15
Im PHQ-15 wird erfragt, wie stark man sich im Verlauf der letzten 4 Wochen durch verschiedene körperliche Beschwerden beeinträchtigt gefühlt hat. Antwortoptionen sind
- „nicht beeinträchtigt“,
- „wenig beeinträchtigt“ und
- „stark beeinträchtigt“,

denen entsprechend die Zahlenwerte 0–2 zugeordnet sind. Zwei Fragen des PHQ-15 stammen aus dem Depressionsmodul des PHQ-D (PHQ-9). Diese werden einbezogen, da sie nach den wichtigen somatischen Symptomen Schlafstörung und Müdigkeit / Energielosigkeit fragen. Die Antwortoptionen sind
- „überhaupt nicht“,
- „an einzelnen Tagen“,
- „an mehr als der Hälfte der Tage“ und
- „beinahe jeden Tag“, denen die Zahlen 0–3 zugeordnet sind.

## Auswertung des PHQ-15
Der Skalensummenwert „somatische Symptome“ wird aus den 13 Fragen des somatoformen Moduls (in der Komplettversion des PHQ-D sind das die Fragen 1a-1m) und den Fragen 2c und 2d des Depressionsmoduls (PHQ-9) gebildet. Die 13 Items des somatoformen Moduls werden mit
- 0 ("Nicht beeinträchtigt"),
- 1 ("Wenig beeinträchtigt"), bzw.
- 2 ("Stark beeinträchtigt")

bewertet.
Den beiden Fragen aus der Depressionssektion werden entsprechend den Werten
- 0 ("Überhaupt nicht"),
- 1 ("An einzelnen Tagen"), bzw.
- 2 ("An mehr als der Hälfte der Tage" oder "Beinahe jeden Tag")

zugewiesen. Der Skalensummenwert liegt somit zwischen 0 und 30. Folgende Tabelle beschreibt die Interpretation der möglichen Skalensummenwerte:
| Berechneter Skalensummenwert | Symptomstärke/Somatisierung                          |
| ---------------------------- | ---------------------------------------------------- |
| 0–4                          | Minimale somatische Symptomstärke/Somatisierung      |
| 5–9                          | Milde somatische Symptomstärke/Somatisierung         |
| 10–14                        | Mittelgradig ausgeprägte Symptomstärke/Somatisierung |
| 15–30                        | Schwer ausgeprägte Symptomstärke/Somatisierung       |

## Testdiagnostische Gütekriterien des PHQ-15

### Kriteriumsvalidität
Für den PHQ-15 wurden in einer Studie mit 906 Patienten der Primärversorgung eine Sensitivität von 78 % und eine Spezifität von 71 % für somatoforme Störungen gemäß DSM-IV.

### Reliabilität
Die interne Reliabilität des PHQ-15 ist mit einem Cronbach α = .80 sehr gut.

### Vergleichswerte Somatische Symptomschwere / Somatisierung
In einer Studie von Kroenke et al. wurden Skalensummenwerte des PHQ-15 in einer Stichprobe von Patienten mit unterschiedlichen Angststörungen vergleichen.
Die Stichprobe setzte sich zusammen aus 777 Patienten ohne Angststörungen, 73 mit generellen Angststörungen, 66 mit einer Panikstörung, 60 Patienten mit einer sozialen Angststörung und 83 Patienten mit posttraumatischer Belastungsstörung berechnet. Dabei lag der Skalensummenwert bei Patienten ohne Angststörung bei M=6.0, bei Patienten mit generalisierter Angststörung bei M=14.0, bei Patienten mit Panikstörung und Posttraumatischer Belastungsstörung bei M=12 und bei Patienten mit Sozialer Angststörung bei M=13.0.
Innerhalb der deutschen Validierungsstudie von Gräfe u. a., wurden Summenwerte des PHQ-15 an 357 allgemeinmedizinischen/internistischen Patienten und 171 psychosomatischen Patienten genauer untersucht. Patienten mit einer psychischen Störung (gemäß SKID-I) hatten eine durchschnittliche somatische Symptomschwere von 9.8 (SD=5.4), Patienten ohne psychische Störung einen Wert von 6.4 (SD = 3.9) und unterschieden sich signifikant von der Gruppe mit psychischer Störung (p<0.001). Die somatische Symptomschwere lag bei den psychosomatischen Patientengruppe bei 9.7 (SD = 5.5) und bei den medizinischen Patienten bei 7.1 (SD =4.4). Auch diese Gruppen unterschieden sich signifikant hinsichtlich ihrer Symptomschwere (p = <0.001).

## Hinweise zur Nutzungsberechtigung
Der PHQ-D und seine Subskalen sind frei und kostenlos erhältlich und können ohne Gebühren für nicht-kommerzielle Zwecke angewendet werden. Bei der Verwendung des PHQ-D bzw. einer Kurzform muss die deutsche Fassung des Instrumentes bei der Publikation der generierten Daten korrekt zitiert sein.